# Edificio Maroy
El Edificio Maroy, también llamado Edificio Roy, es un inmueble ubicado en la ciudad de San José, capital de Costa Rica. Se encuentra localizado en la intersección entre la calle 3 y la avenida 1 de esta capital centroamericana. Construido en 1923, perteneció a Sigurd Roy Holstad y María E. Jiménez de la Guardia. De características arquitectónicas sobresalientes, influenciadas por el eclecticismo neoclásico, sobresale principalmente por su cúpula de concreto, los balcones, las columnas y los tres leones de piedra sobre el pórtico del inmueble.
El lugar donde se encuentra ubicado el edificio es relevante para la historia nacional: el Edificio Maroy substituye a otro edificio donde se localizó la editorial del periódico La Información, incendiado en 1919 en el inicio de un movimiento popular para derrocar la dictadura de Federico Tinoco. Obra emblemática de la historia política, arquitectónica, cultural y social de la Costa Rica de finales del siglo XIX e inicios del siglo XX, fue declarado patrimonio arquitectónico de Costa Rica en el año 2000, y restaurado por el Centro de Patrimonio del Ministerio de Cultura con una inversión cercana a los $200 000.